# Лансак, Луи де Сен-Желе
Луи де Сен-Желе де Лузиньян, сеньор де Лансак (фр. Louis de Saint-Gelais de Lusignan, seigneur de Lansac; 1513 — 5 октября 1589, Преси-сюр-Уаз) — французский придворный и дипломат, рыцарь орденов короля.

## Биография
Сын дипломата Александра де Сен-Желе де Лузиньяна и Жакетты де Лансак.
Барон де Ламот-Сент-Эре, сеньор де Преси-сюр-Уаз, Корнефу, Бернон и Ардийё.
Один из наиболее опытных дипломатов своего времени, более тридцати раз, по словам Брантома, направлявшийся с различными миссиями.
Жалованной грамотой, данной Франциском I в Лионе 28 июня 1536, назначен капитаном Бура на Жиронде. Участвовал в войне с Карлом V, а в 1548 в подавлении восстания в Сентонже, вызванного увеличением габели.
Вероятно, принадлежал к группировке Гизов. В 1551 был направлен послом в Англию, чтобы уладить распри между шотландцами и англичанами. Булонский мир, заключенный 24 марта, был официально объявлен 20 апреля, после чего Лансак с английскими комиссарами прибыл в Эдинбург для делимитации границ.
Во время Лотарингской кампании 1552 года был послан Генрихом II к Морицу Саксонскому, решившему разорвать союз с Францией и присоединиться к императору. Эта миссия была неудачной.
В том же году Лансак был направлен послом в Рим, добиваться нейтралитета папы, на обратном пути «случайно» оказался рядом с Сиеной, жители которой в это время изгнали испанский гарнизон, и стал первым французским представителем в республике, объявившим о принятии города под покровительство короля.
Весной 1553 был снова послан в Рим. 11 августа был схвачен испанцами при попытке проникнуть в осажденную Сиену, где он должен был сменить тяжело больного Блеза де Монлюка. Содержался в крепости Сан-Миньято. Освобожден в середине ноября, и в следующем году направлен на помощь послу в Риме Оде де Сельву, на конклав, для поддержки кандидатуры Реджинальда Поула.
Участвовал в дипломатических консультациях, предшествовавших открытию Маркской мирной конференции, и, возможно, сопровождал французских представителей на переговорах. После провала переговоров Лансак был отправлен с миссией к папе Павлу IV, чтобы выяснить позицию нового понтифика. Сопровождал французского посла д'Авансона и участвовал в заключении союзного договора 15 декабря 1555.
Находился при папском легате кардинале Карло Карафе во время его миссии в Париже. После разрыва Восельского перемирия был направлен в Италию, и 7 сентября 1556 прибыл в Рим, где получил под командование тысячу гасконцев, охранявших Фламиниевы и Пинцианские ворота. Во время обороны Рима от войск герцога Альбы Лансак вступил в конфликт с Карафой, начавшим сепаратные переговоры с противником. Кардинал направил королю жалобу, и Генрих отозвал своего посла, покинувшего Рим 7 февраля 1557.
Некоторое время Лансак пребывал в немилости, но затем был возвращен ко двору стараниями коннетабля Монморанси, и назначен воспитателем дофина Франсуа и принца Шарля.
Был государственным советником, сюринтендантом Дома королевы-матери Екатерины Медичи, представителем Франции на Тридентском соборе. В 1568 назначен капитаном 2-й роты из 100 дворян Дома короля. 
29 сентября 1577 пожалован Генрихом III в рыцари ордена Святого Михаила, а 21 декабря 1579 в рыцари ордена Святого Духа. По случаю последнего награждения представил доказательства своего происхождения от старинного и знаменитого рода Лузиньянов (через Роргона де Сен-Желе, сына Гуго VII ло Брена), имя которого он принял, четвертовав, с позволения короля, свой герб, и добавив туда эмблемы Лузиньянов.
На генеральных штатах в Блуа в октябре 1588 поддерживал проект передачи короны внуку Екатерины Генриху Лотарингскому, произнес торжественную речь по случаю обнародования постановлений Тридентского собора, в которой заявил, что все решения этого собора были вдохновлены Святым Духом.
Генеральный адвокат Парижского парламента Жак д'Эспесс спросил у Лансака, уверен ли тот в своих словах? Получив утвердительный ответ, д'Эспесс огласил содержание писем, направленных Лансаком французскому послу в Риме, в которых раскрывалась закулисная сторона переговоров, и в шутку сообщалось, что «курьеры каждую неделю привозят Святой Дух из Рима в Тренто в своих чемоданах».
Для Лансака оглашение корреспонденции стало большим унижением, от чего он слег больным, не переставая повторять: «Всю жизнь я хотел, чтобы обо мне говорили, а ныне вынужден желать, чтобы про меня забыли».

## Семья
1-я жена (ок. 1542): Жанна де Ларошандри (ок. 1525—1563), дочь барона Филиппа де Ларошандри и Жанны де Бомон. Принесла в приданое сеньорию Ларошандри близ Ангулема, что сделало Луи де Сен-Желе, имевшего владения в Сентонже и Ангумуа, одним из самых влиятельных сеньоров края.
Дети:
- Клод де Сен-Желе, дама де Преси. Муж (1.09.1564): Шарль де Люкс, суверенный граф де Люкс (1535—1604)
- Ги де Сен-Желе (3.12.1544—1622), сеньор де Лансак. Жена (контракт, 4.08.1571): Антуанетта Рафен (ок. 1554—), дочь Франсуа Рафена, сеньора д'Азе-ле-Ридо, и Николь Леруа-Шавиньи

2-я жена (8.10.1565): Габриель де Рошешуар (1530—1594), дочь Франсуа де Рошешуара, сеньора де Мортемар, и Рене Таво
Дети:
- Шарль де Сен-Желе (ум. 1586)
- Клод де Сен-Желе, дама де Ле в Беарне
- Франсуа де Сен-Желе (ок. 1567—), аббат Сен-Ло

Бастард:
- Юрбен де Сен-Желе (1541—5.02.1613), епископ Коменжа с 1570

## Комментарии
1. ↑  Люсьен Ромье считает Луи де Сен-Желе внебрачным сыном Франциска I, поскольку Жакетта де Лансак около 1510 года, предположительно, была любовницей короля (Romier, p. 323)